# لوك همفريز
لوك همفريز (بالإنجليزية: Luke Humphries)‏ هو لاعب دارت بريطاني، ولد في 11 فبراير 1995 في نيوبري ‏ في المملكة المتحدة.

## وصلات خارجية
- لوك همفريز على موقع DartsDatabase.co.uk (الإنجليزية)